# ГКПП Стар Дойран
Стар Дойран е граничен контролно-пропускателен пункт в община Дойран, при границата на Северна Македония с Гърция.
Намира се на 43 km южно от град Струмица, на 169 km югоизточно от Скопие и на 100 km югозападно от Сандански. Пунктът е разположен непосредствено след село (бивш град) Стар Дойран, като се продължи по главната улица „Маршал Тито“.